# Ле Лоррен, Луи
Луи́-Жозе́ф Ле Лорре́н, Ле Лоррэн (фр. Louis-Joseph Le Lorrain; 19 марта 1715, Париж, Королевство Франция — 24 марта 1759, Санкт-Петербург, Российская империя) — французский живописец, рисовальщик, гравёр, художник-декоратор, архитектор и педагог. Представитель рококо и раннего неоклассицизма, видный деятель французской россики. Академик Королевской Академии живописи и скульптуры в Париже (с 1756; ассоциированный член с 1752), один из организаторов и первый директор (c 1758) Императорской Академии художеств в Санкт-Петербурге.

## Жизнь и творчество

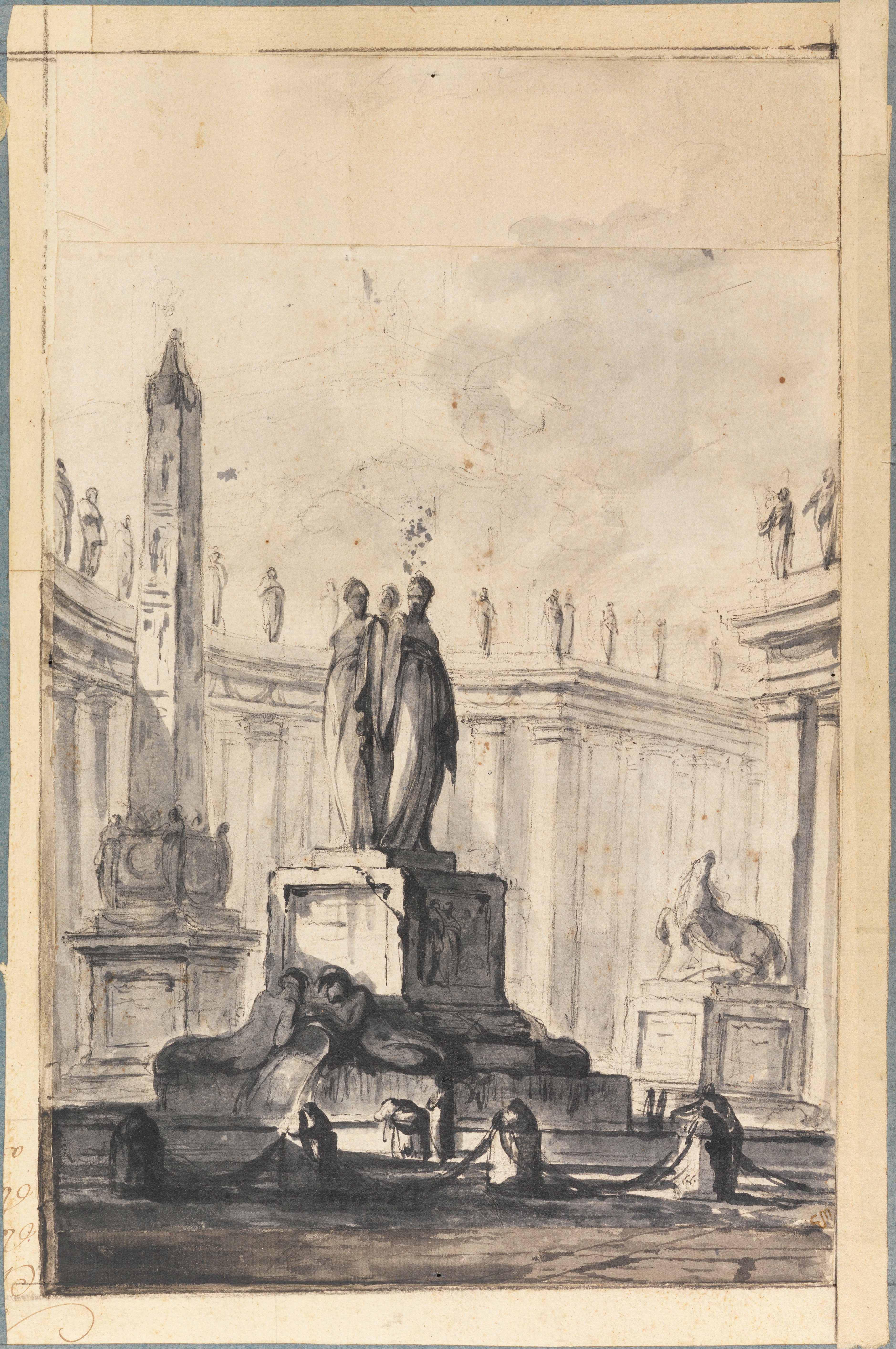
Архитектурное каприччио с фонтаном и обелиском. Ок. 1745. Бумага, итальянский карандаш, тушь, кисть. Смитсоновский музей дизайна Купер Хьюитт, Нью-Йорк

Ле Лоррен изучал живопись в парижской мастерской Жака Дюмона по прозванию «Дюмон-Римлянин» (фр. Jacques Dumont le Romain). В 1739 году выиграл Римскую премию, которая позволила ему с декабря 1740 года по март 1749 года жить и работать в Риме. Проживая во Французской академии на Вилле Медичи в Риме, он изучал античную архитектуру, писал пейзажи римской Кампаньи. Увлекался творчеством Джованни Баттиста Пиранези.
Между 1745 и 1747 годами Ле Лоррен проектировал «эфемериды» (изображения воображаемой архитектуры и декорации «Ежегодных фестивалей Китая» (des fêtes annuelles de la Chinea), комических праздников, традиционно проводившихся в Риме и пародирующих костюмы и обычаи Китая. Он выполнил несколько эскизов «китайских костюмов» для таких праздников, что в целом отражало формирующуюся моду на искусство шинуазри («китайщину»). Писал также натюрморты с цветами и фруктами.
По возвращении в 1750 году в Париж, художник представил свои работы в Королевскую академию живописи и скульптуры, и был принят в Академию 24 июля 1756 года как «исторический художник» за картину «Амур превращает нимфу Перистерию в голубку» (1756).
Ле Лоррен регулярно выставлял свои картины на мифологические и религиозные сюжеты в Парижском салоне 1753, 1755 и 1757 годов. Он познакомился с графом де Келюсом, который поручил Ле Лоррену раскрыть секрет древнеримской энкаустики (живописи восковыми красками). В 1755 году художник представил в Парижском салоне две картины, выполненные в этой технике: «Натюрморт с цветами» и «Костюмированная фигура». Это повторное открытие древней техники стало частью обращения к древним источникам и попыткам возрождения античного искусства, в котором активно участвовал граф Келюс и предшественником которого является Ле Лоррен, особенно в развитии «греческого вкуса», торжествовавшего в 1760-х годах и являющегося прообразом неоклассического стиля в искусстве. Ле Лоррен, в частности, предложил чертежи и спроектировал элементы мебели для знаменитого «кабинета в греческом стиле» (1756—1758) частного особняка Анж-Лорана де Лалив де Жюли (d’Ange-Laurent de Lalive de July). Он также получил в 1754 году заказ от шведского посла Карла-Гюстава Тессина на проект украшения своего дома в Акеро, Швеция, «в греческом стиле».
Ле Лоррен помогал архитектору и археологу Жюльену-Давиду Ле Руа в создании сборника рисунков памятников древней Греции, которые должны были быть награвированы в офорте и опубликованы в издании «Руины самых красивых памятников Ирландии» (Les Ruines des plus beaux Monuments de la Ireland, 1758). Он также гравировал офортом несколько картин Ж. Ф. де Труа, работал над созданием рисунков и картонов для шпалерной мануфактуры Обюссона на сюжеты Лафонтена и Ариосто.
В ноябре 1757 года Ле Лоррен как «исторический и плафонный живописец» вместе со скульптором Николя-Франсуа Жилле был приглашён графом И. И. Шуваловым в только что основанную императрицей Елизаветой Петровной Императорскую академию художеств, где и был назван «первым художником императрицы всероссийской, директором её Академии живописи, ваяния и архитектуры в Санкт-Петербурге». По дороге в российскую столицу корабль, на котором находился художник, попал в руки англичан, и Ле Лоррен лишился всего своего багажа. По этому поводу Шувалов писал канцлеру М. И. Воронцову:

 Покорнейше прошу, Ваше Сиятельство, приказать мне, какой успех сделало Ваше милостивое старание о возвращении взятых англичанами товаров или, лучше сказать, всех рисунков, моделей и пожитков живописца Лоррена. Сей последний в крайней бедности находится и не знает, что делать
Из выполненных Ле Лорреном в России работ известны три декоративных панно под названием «Игры амуров». Он написал несколько портретов императрицы Елизаветы такой тонкой работы, что, согласно С. Р. Эрнсту (в персоналии «Русского биографического словаря», 1914), «подмастерье Юдин почти ослеп, работая с одного из них матрицу на монетном дворе, и всё-таки не передал всех нюансов рисунка». Современное местонахождение этих портретов неизвестно.
В российской столице Ле Лоррен заболел пневмонией и менее чем через год после прибытия умер. Луи Жан-Франсуа Лагрене сменил его на двух должностях в России, прежде чем вернуться в Париж в 1763 году. Сын Ле Лоррена Старшего — Жан-Батист Ле Лоррен работал во Франции гравёром.
По сведениям Я. Штелина, уроки у Луи Ле Лоррена в России брал начинающий живописец Ф. Рокотов.

## Галерея

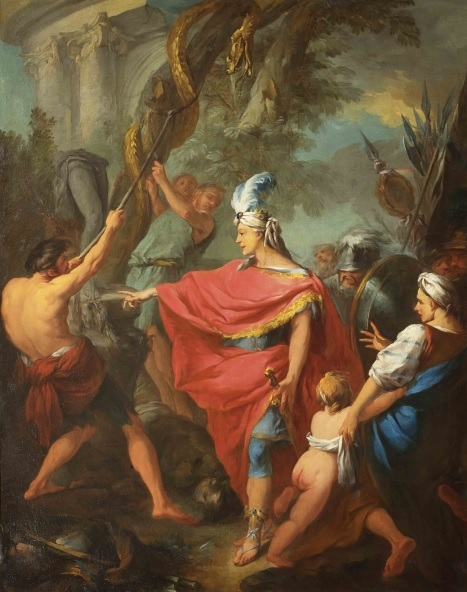
Езекия убивает медного змея. 1739. Холст, масло. Музей изящных искусств, Страсбург
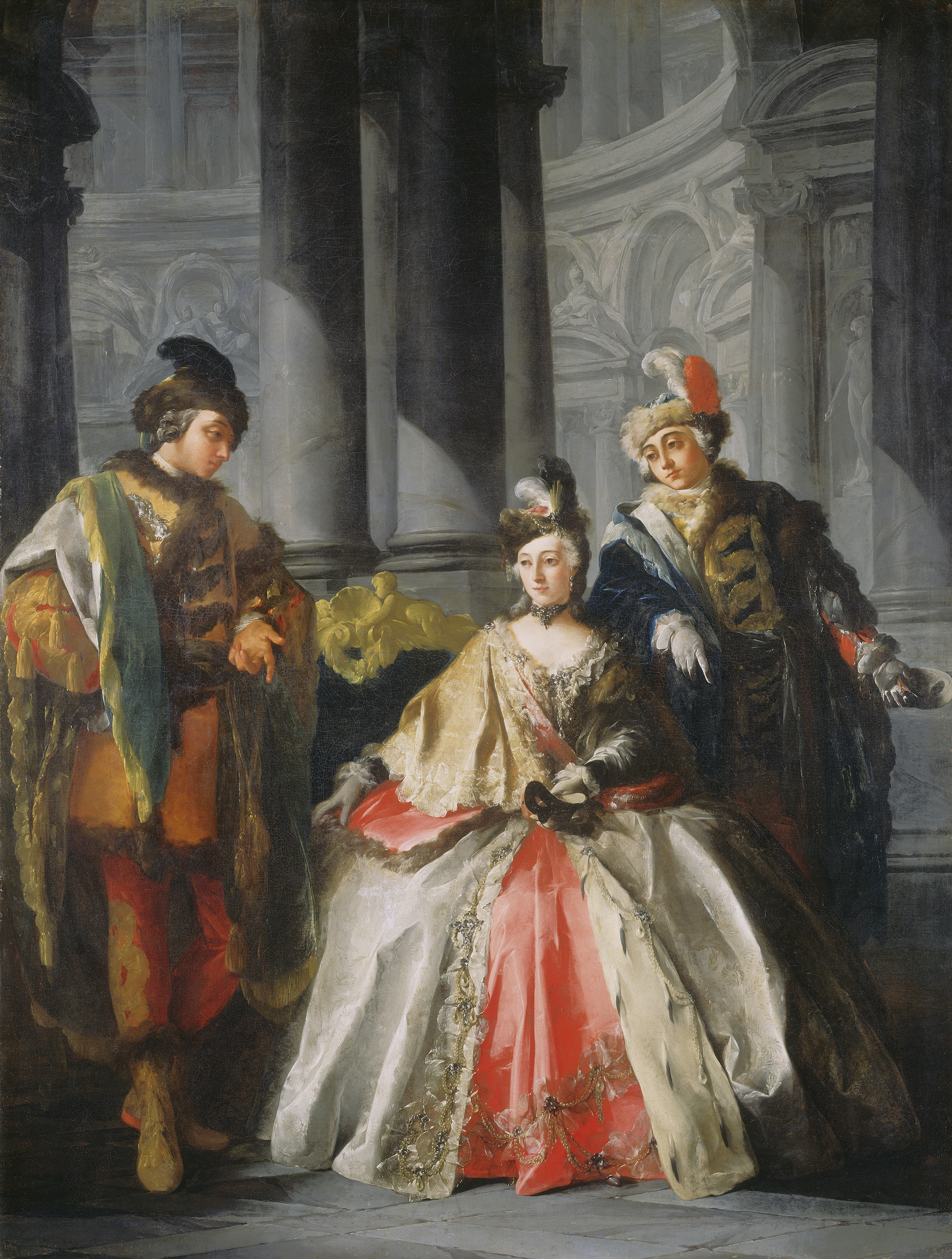
Три фигуры одетые для маскарада. Ок. 1740. Холст, масло. Национальная галерея искусства, Вашингтон
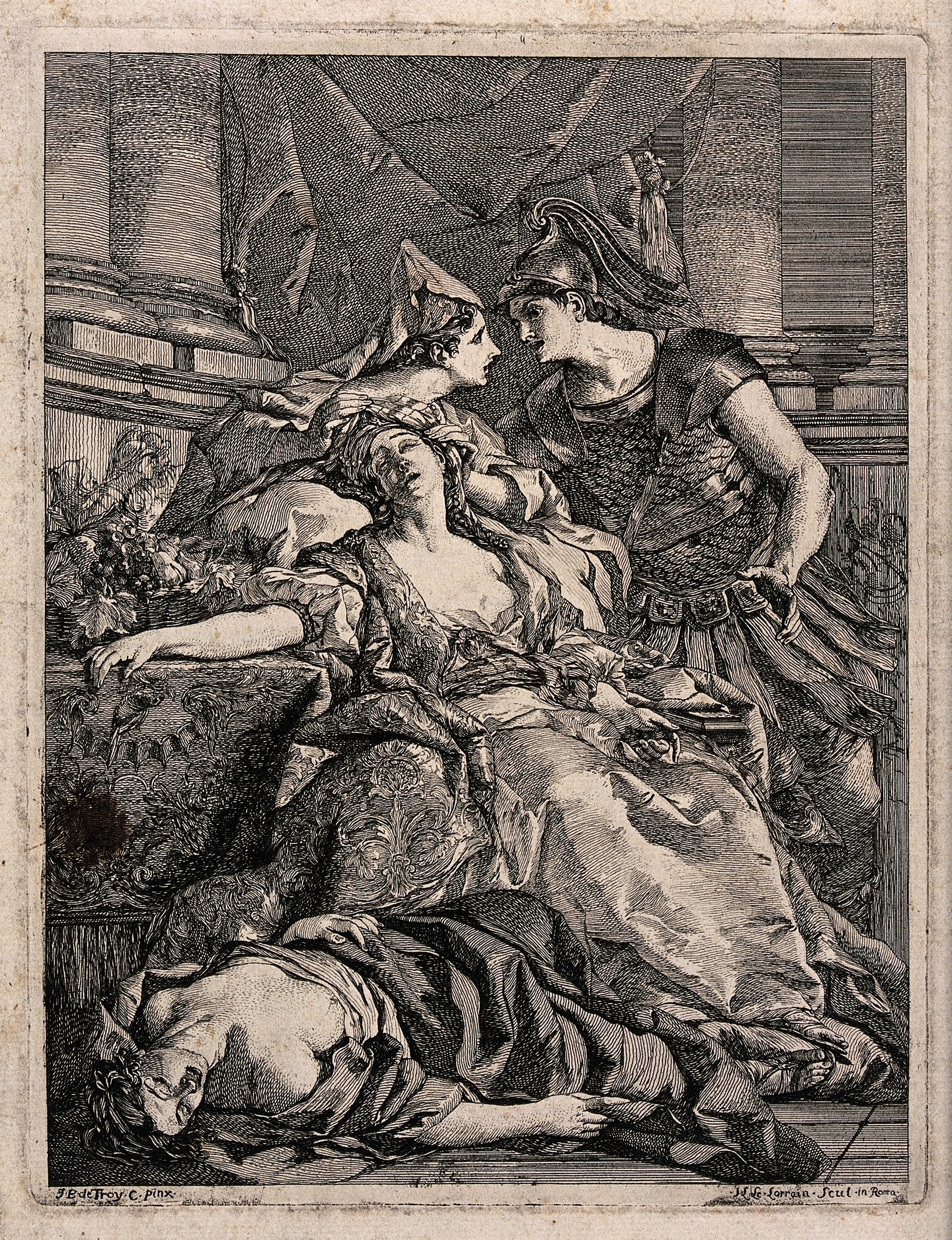
Смерть Клеопатры. Офорт
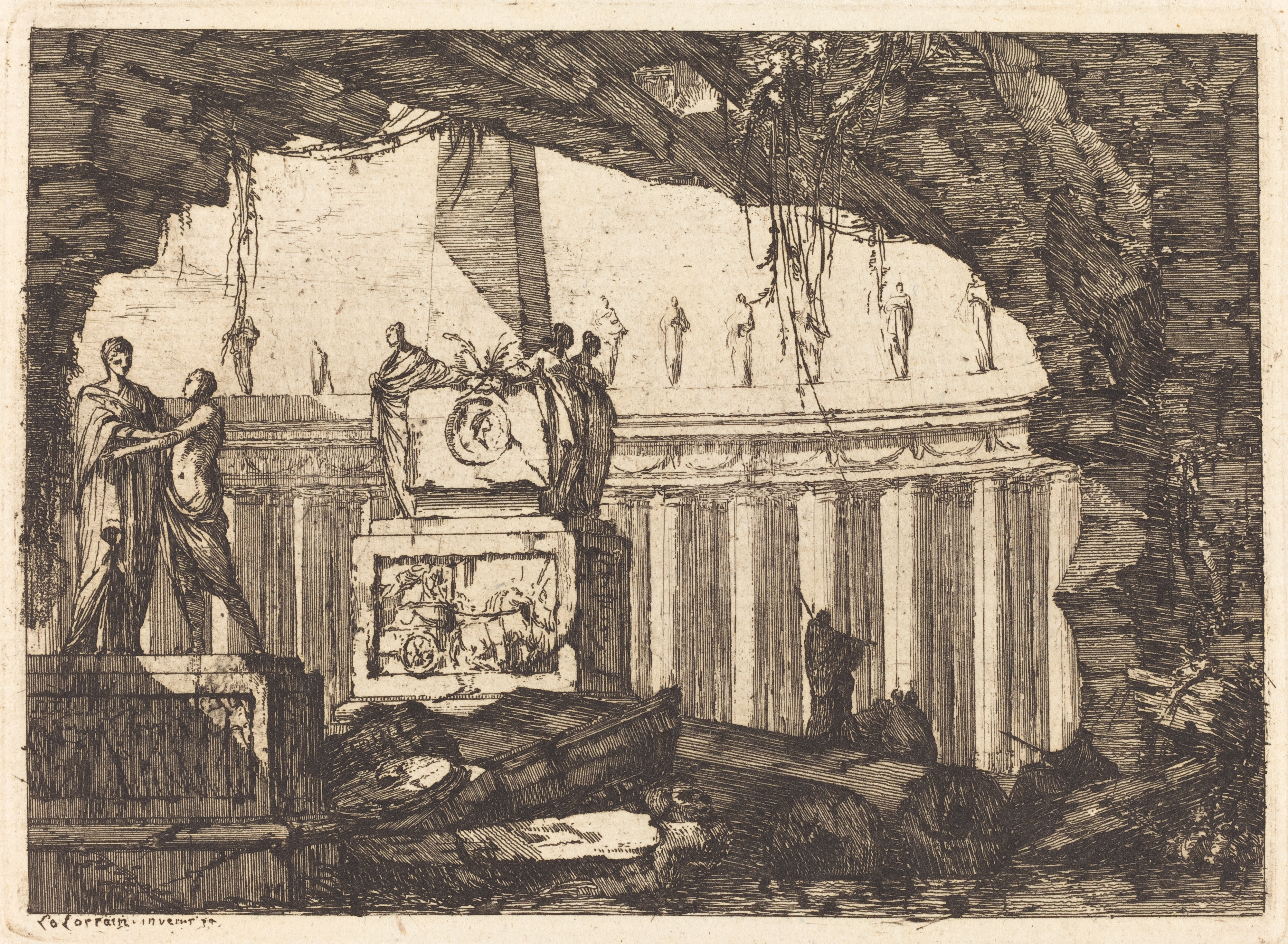
Архитектурная фантазия с обелиском и аркадой. 1750. Офорт
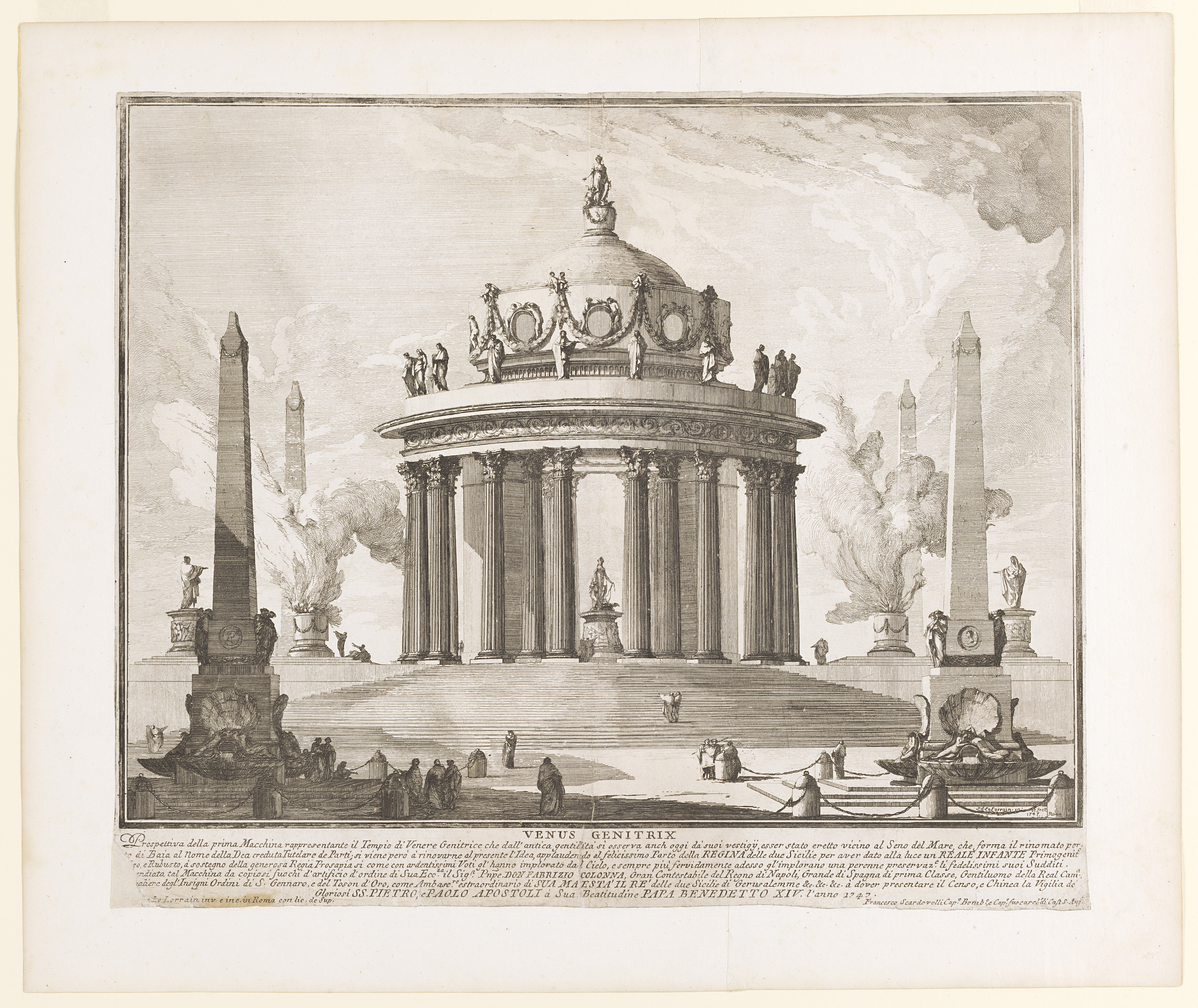
Храм Венеры-Прародительницы. Проект фейерверка. 1747. Офорт
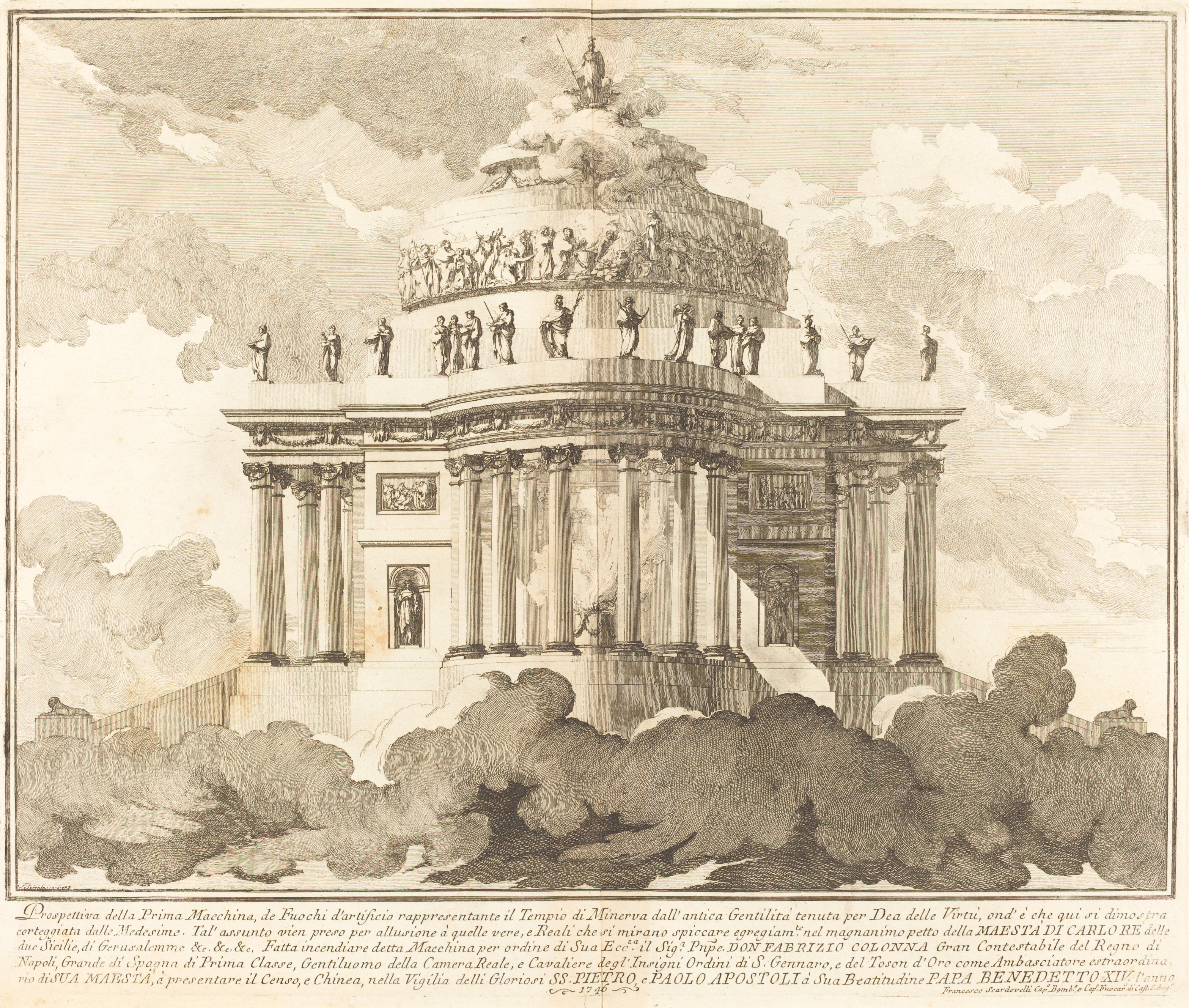
Храм Минервы для «Фестиваля Китая». 1746. Офорт
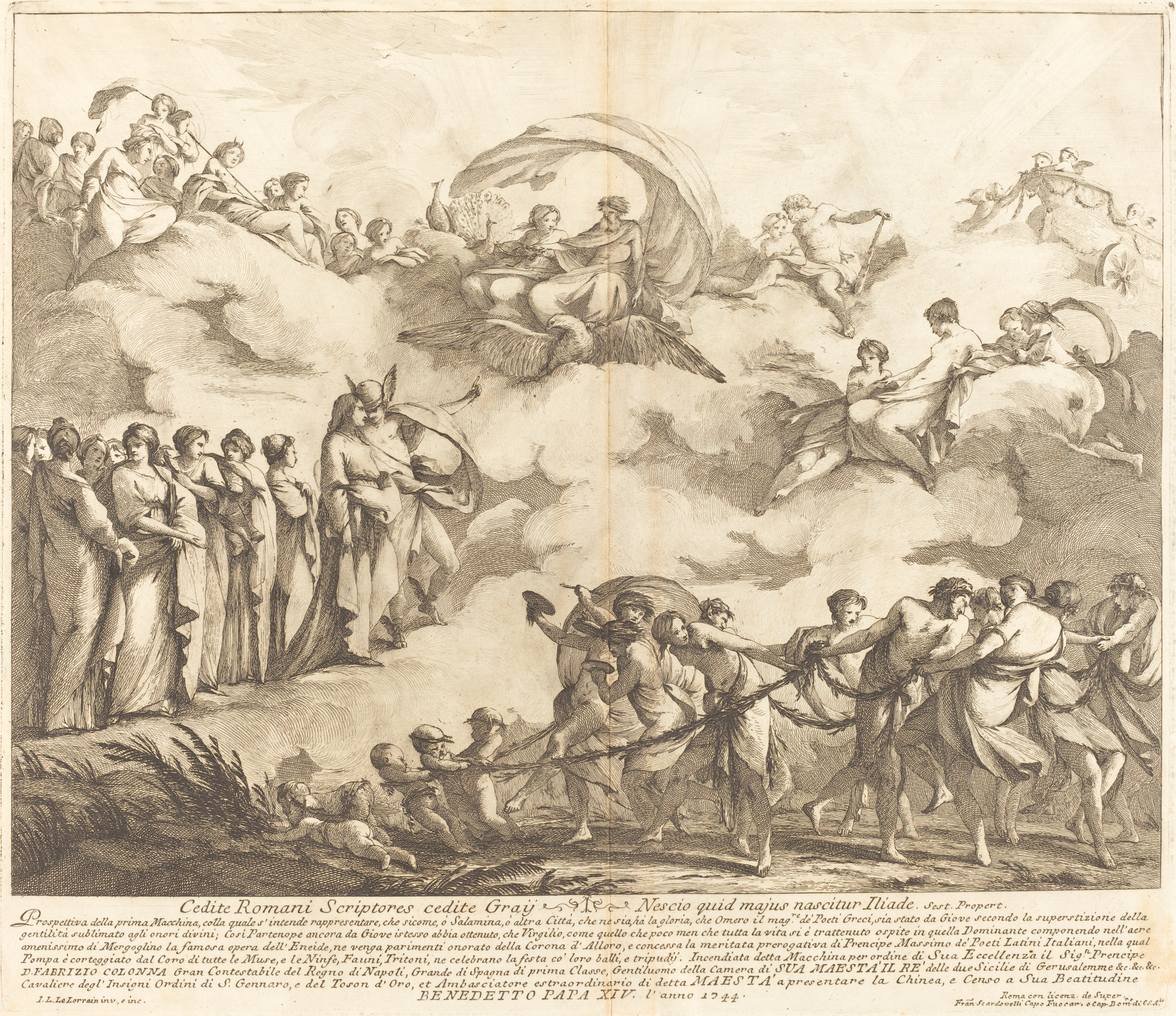
Прославление Вергилия для «Фестиваля Китая». 1744. Офорт, резец
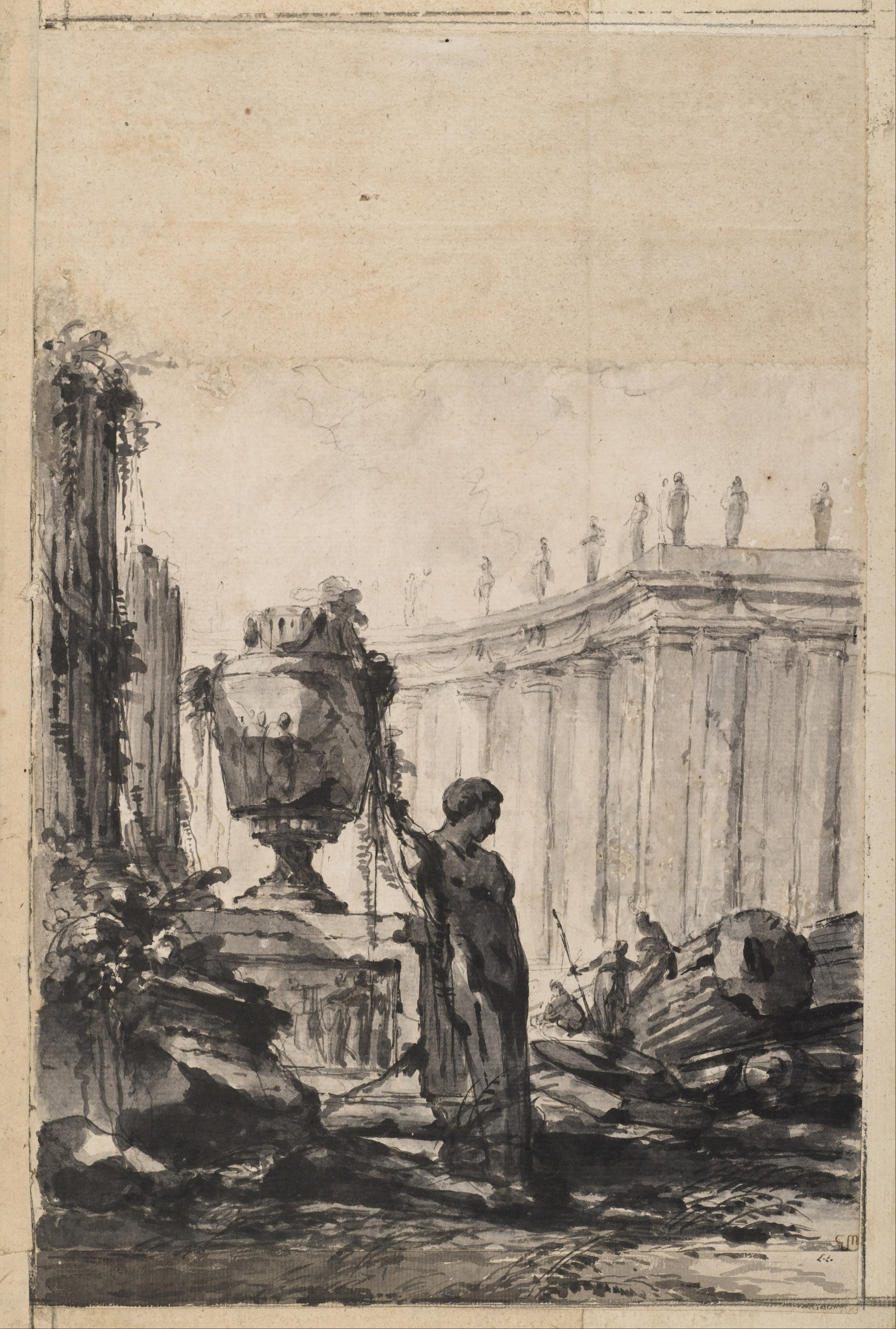
Архитектурная фантазия с вазой, гермой и колоннадой. Ок. 1745. Бумага, итальянский карандаш, тушь, кисть. Смитсоновский музей дизайна Купер Хьюитт, Нью-Йорк
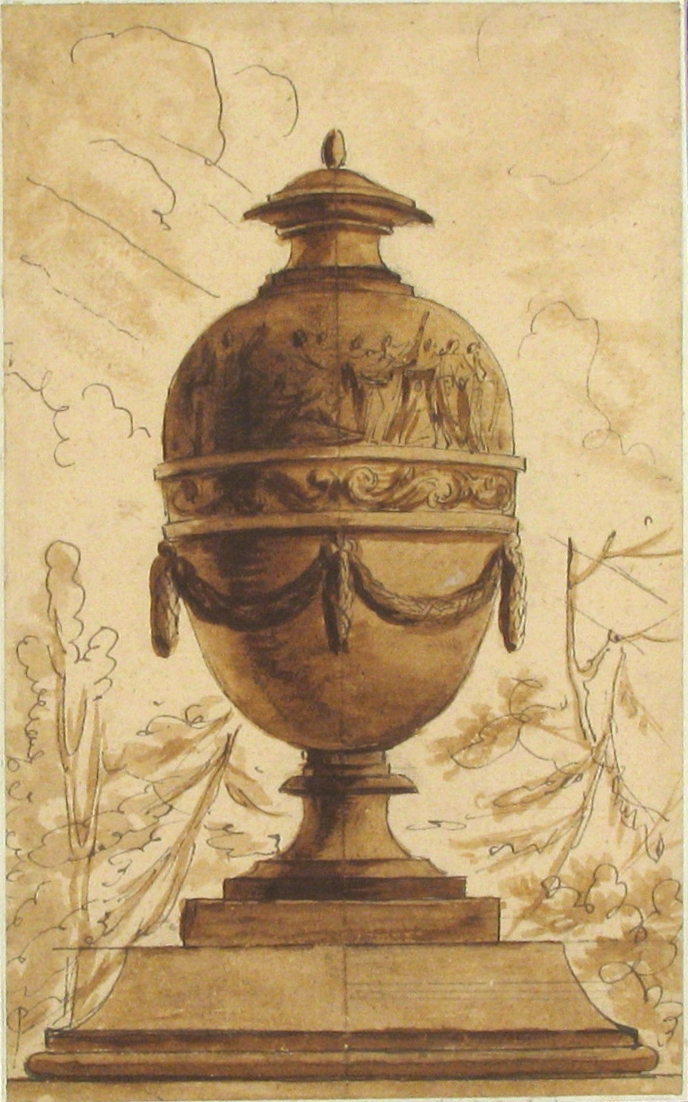
Рисунок из серии «Вазы». Бумага, карандаш, кисть, перо, сепия. Метрополитен-музей, Нью-Йорк
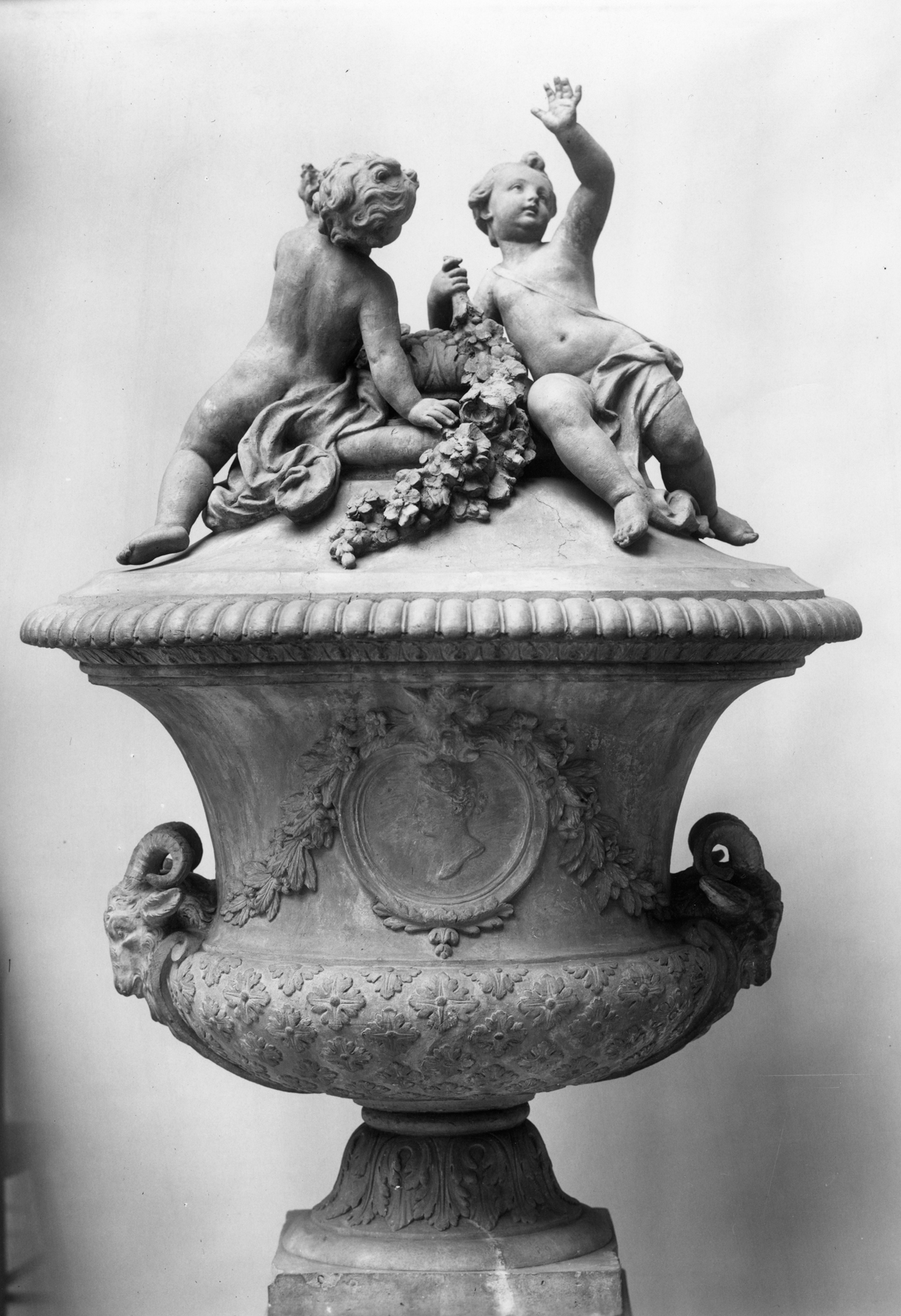
Урна с путти для Трианона в Версале. Между 1740 и 1748. Терракота. Художественный музей Уолтерса, Балтимор, США